# Horváth Andor (esszéíró)
Horváth Andor (Kolozsvár, 1944. március 8. – Karcag, 2018. április 9.) erdélyi magyar esszéíró, műfordító, szerkesztő, egyetemi oktató. Horváth Tibor öccse.

## Életpályája
Középiskolai tanulmányait a Brassai Sámuel Líceumban végezte (1961), a Babeș–Bolyai Egyetemen francia–magyar tanári diplomát szerzett (1966). Négy évig Tordán tanított, 1970 óta A Hét belső munkatársa Bukarestben; előbb a világirodalmi rovat szerkesztője, 1975-től az 1983/44-es számig főszerkesztő-helyettes. Ekkor egy mesterséges nyomtatási botrány ürügyén átszervezik a szerkesztőséget, Horváth Andor pedig a Művelődés szerkesztőségébe kerül 1990-ig. 1990 januárjától 1992 szeptemberéig a román Művelődési Minisztérium miniszter-helyettese, majd államtitkára. Ebben az időszakban köt barátságot Andrei Pleşuval, akinek később több művét is lefordítja. 1990-ben elnyeri a kolozsvári BBTE Magyar Irodalomtudományi Tanszékének adjunktusi állását, ahol 1992-től az összehasonlító irodalomtörténet tanára, 1997–2011 között pedig egyetemi docens. 1990-ben többedmagával megalapítja a romániai Soros Alapítványt. 1995-ben a kolozsvári székhelyű Bolyai Társaság elnökévé választották, e tisztséget 1999-ig megőrzi. 1996 óta a Korunk főszerkesztő-helyettese. 1999 és 2004 között tagja volt a Babeș–Bolyai Tudományegyetem Szenátusának.
Élete utolsó éveiben Berekfürdőn élt.

## Munkássága
Első kötetét, amely a Forrás-sorozatban jelent meg (Dávid parittyája, 1979), főként francia klasszikusok örökségét vizsgáló esszéiből állította össze. Stendhal, Balzac, Proust, Anatole France regényeit tárgyismerettel és kritikai nyíltsággal közelíti meg. Műveikben – éppúgy, mint Mauriac vagy Julien Green munkásságában – az önmaga lehetőségeit megsejtő modern ember felszabadító hatalmát keresi: a szót, Dávid parittyáját, amelyik – Anatole France hasonlatával – „leveri az erőszakosokat és ledönti az erőseket”. A kötetet 1979-es franciaországi naplója zárja. Szintén esszékötet a Montaigne köpenye 1985-ben, majd húsz évvel később A szent liget immár a görög tragédiák által kínált kérdéseket járja körül. Publicisztikája is három kötetbe gyűjtve jelent meg. Nyomunkban a hírözön című 1982-es könyvében a hetvenes évek végén írt jegyzeteit gyűjtötte össze; ezek eredetileg a bukaresti rádió magyar műsorában elhangzott esszék, a nyugati, illetve a harmadik világ valóságát felvillantó híradások kommentárjai, a honi valóságra, a nemzetiségi létre figyelve, az emberi teljesség védelme jegyében. Ezt követi 2000-ben a Kántor Lajossal közösen kiadott Határjegyek, amely kispublicisztikai írásokat tartalmaz A Hét és a Magyar Nemzet terméséből. Golyóstoll című kötete A Hét egyik rovatának írásait gyűjti össze, kötetlen, a cenzúrával játszó sajtószemléket.
Ezen kívül számos kötet szerkesztésében, válogatásában működött közre, a Kriterion világirodalmi sorozatának egyik előszóírója volt, A Hét 1978 óta megjelenő évkönyveinek felelős szerkesztője. Válogatásában, előszavával és jegyzeteivel jelent meg Saint-Simon herceg Emlékiratok című kötete (1979); gondozta, utószóval látta el a Párizsban élő fotóművész Brassaï 1920 és 1940 között írt leveleit (Előhívás, 1980), antológiát állított össze francia költők verseiből, bemutatva a francia lírát a kezdetektől napjainkig (Szavak májusa, 1980). Elmélyült elemzéseket (előszót) írt többek között Proust, Stendhal, Balzac, Malraux, Anatole France regényeihez. Marcel Proustnak nagy szerelmese, maga is elkezdte fordítani.
Bár az Európa-műhely által lefordított világirodalmi klasszikusokhoz inkább csak elő- vagy utószót írhatott, ha a Kriterion Könyvkiadó egyik-másik kötetet átvette, műfordítói munkája és a fordítást oktató tevékenysége talán a szerzőként jegyzett műveinél is jelentősebb. A bölcselet, a gondolati irodalom érdekli leginkább, és kezdetben inkább francia szerzőket fordít (Escarpit, Althusser, Montesquieu). 1988-tól kezdődően, amikor a budapesti Gondolatnál megjelenik első románból fordított esszégyűjteménye, érdeklődése mindinkább a román irodalom közvetítése fele fordul. A kilencvenes évek elején Andrei Pleșuval kötött barátsága csak tovább viszi ezen az úton, a népszerű, kiváló írónak több művét is lefordítja. A fordítást szerkesztőként, lektorként, egyetemi tanárként is népszerűsíti és oktatja, erre az egyetemi szemináriumokon kívül a Korunk Akadémia is lehetőséget kínált (2009–2011).

## Művei, publikációi
- Dávid parittyája. Esszék (Bukarest, Kriterion, 1979)
- Szavak májusa. Francia költők antológiája (szerk., Kolozsvár, Dacia, 1980)
- Nyomunkban a hírözön. Jegyzetek a ’70-es évek végén (Bukarest, Politikai Kiadó, 1982)
- Montaigne köpenye. Esszék (Bukarest, Kriterion, 1985)
- Határjegyek (Kántor Lajossal közösen, Miskolc, Felsőmagyarország, 2000)
- A szent liget. Tanulmányok a görög tragédiáról (Kolozsvár, Polis, 2005)
- Boros Kinga: Elekes Emma. Életinterjú (előszó, Kolozsvár, Polis, 2005)
- Golyóstoll. Egy értelmiségi jegyzetfüzetéből. 1980-1982 (Marosvásárhely, Mentor, 2006)
- Kiemelés tőlem. Emlékkönyv Kántor Lajos hetvenedik születésnapjára; szerk. Balázs Imre József, Horváth Andor, Kovács Kiss Gyöngy; Komp-Press–Korunk, Kolozsvár 2007
- Köllő Katalin: Csíky András. Életútinterjú (előszó, Kolozsvár, Kom-Press, 2008)
- Erdélyi magyar írók. Paulovics László íróportréi. Irodalmi szövegválogatás; bev. Balázs Imre József, szerk. Horváth Andor, Salat Csilla; Kolozsvár Társaság–Stúdium, Kolozsvár, 2011

## Fordításai
- Robert Escarpit: A könyv forradalma (Bukarest, Kriterion, 1973)
- Louis Althusser: Olvassuk Marxot (társford., Bukarest, Kriterion, 1977)
- Irodalomszemiotikai tanulmányok (társford., Bukarest, Kriterion, 1979)
- Világirodalom tankönyv (ford. és átdolg., Bukarest, 1982)
- Montesquieu: A törvények szelleméről (vál. és ford. Nemes Istvánnal közösen, Bukarest, Kriterion 1987)
- Korszellem és önismeret. Válogatás a két világháború közötti román esszéirodalomból (Bukarest, Kriterion, 1988; Budapest, Gondolat)
- Radu Enescu: Eszmék és stílusok. Esszék (Bukarest, Kriterion, 1989)
- Albert Camus: Félreértés (kézirat, Kolozsvári Állami Magyar Színház, 1993)
- Andrei Pleșu: Tescani napló (Kolozsvár, Koinónia, 2000)
- Andrei Pleşu: A madarak nyelve (Pécs, Jelenkor, 2000)
- Tanúskodni jöttem. Válogatás a két világháború közötti román emlékirat- és naplóiróiból (szerk., vál. és ford., Kolozsvár, Kriterion, 2003)
- Nathalie Sarraute: Egy Igenért vagy egy Nemért (kézirat, Kolozsvári Állami Magyar Színház, 2006)
- Panait Istrati: Hogyan lettem író, in: Kyra Kyralina (Budapest, Noran, 2007)
- Neagu Djuvara: A románok rövid története (Kolozsvár, Koinónia, 2010)
- Nona Ciobanu: Aki elzárja az éjszakát (bem. Kolozsvári Állami Magyar Színház, 2014)
- Georges Feydeau – M. Desvallières: Vidéki jegyesek (bem. Kolozsvári Állami Magyar Színház, 2014)

## Díjai
- Szent-Györgyi Albert-díj (2012)

## Társasági tagság
- Kolozsvár Társaság alelnöke